# Teufelsschloss
Teufelsschloss är ett berg vid Frans Josefs fjord på Grönland (som tillhör Danmark). Det ligger i den östra delen av Grönland, 1 400 kilometer nordost om huvudstaden Nuuk. Toppen på Teufelsschloss är 1 305 meter över havet, eller 1 013 meter över den omgivande terrängen. Bredden vid basen är 4,8 kilometer.
Terrängen runt Teufelsschloss är huvudsakligen bergig, men åt nordost är den platt. Havet ligger nära Teufelsschloss åt sydost.  Det finns inga samhällen i närheten. Trakten runt Teufelsschloss består i huvudsak av gräsmarker.
Teufelsschloss består av en rödaktig bergart och har en strimma av ljusare bergart diagonalt på bergssidan. Detta uppseendeväckande och lätt igenkännbara berg döptes till Teuffelsschloss ("Djävulens slott") av medlemmarna i andra tyska nordpolsexpeditionen 1869–1870, ledd av Carl Koldewey, som först kartlade och delvis utforskade Frans Josefs fjord.
|  |  |